# Гардістон Тауншип (Нью-Джерсі)
Гардістон Тауншип (англ. Hardyston Township) — селище (англ. township) в США, в окрузі Сассекс штату Нью-Джерсі. Населення — 8125 осіб (2020).

## Демографія
Згідно з переписом 2010 року, у селищі мешкало 8213 осіб у 3255 домогосподарствах у складі 2375 родин. Було 3783 помешкання
Расовий склад населення:
| - 91,6 % — білих - 3,0 % — азіатів - 2,6 % — чорних або афроамериканців - 0,2 % — корінних американців - 1,2 % — осіб інших рас |

До двох чи більше рас належало 1,4 %. Частка іспаномовних становила 5,6 % від усіх жителів.
За віковим діапазоном населення розподілялося таким чином: 21,3 % — особи молодші 18 років, 64,2 % — особи у віці 18—64 років, 14,5 % — особи у віці 65 років та старші. Медіана віку мешканця становила 43,4 року. На 100 осіб жіночої статі у селищі припадало 94,5 чоловіків;  на 100 жінок у віці від 18 років та старших — 93,2 чоловіків також старших 18 років.
Середній дохід на одне домашнє господарство  становив 103 198 доларів США (медіана — 94 665), а середній дохід на одну сім'ю — 111 737 доларів (медіана — 99 000). Медіана доходів становила 72 583 долари для чоловіків та 53 222 долари для жінок. За межею бідності перебувало 2,5 % осіб, у тому числі 0,0 % дітей у віці до 18 років та 1,4 % осіб у віці 65 років та старших.
Цивільне працевлаштоване населення становило 4564 особи. Основні галузі зайнятості: освіта, охорона здоров'я та соціальна допомога — 24,3 %, роздрібна торгівля — 13,5 %, науковці, спеціалісти, менеджери — 10,7 %, виробництво — 9,4 %.